# Fat Dog
Fat Dog est un groupe de rock-électro anglais créé en 2020 à Londres. Formé pendant les confinements de la pandémie de Covid-19, le groupe acquiert de la notoriété via ses concerts énergiques avant de sortir leur premier album WOOF. en 2024.

## Biographie
Fat Dog est formé en 2020 pendant les confinements liés à la pandémie de Covid-19,. Joe Love, aujourd'hui figure principale du groupe avec Johnny Hutch, enregistre alors des démos pour s'occuper pendant le confinement. Le groupe fait ses premiers concerts à la réouverture des salles, où le public est contraint d'être assis. À la levée de ces restrictions, les concerts du groupe gagnent en popularité par leur aspect énergique,.
En août 2023, le groupe sort son premier single, King of the Slugs et annonce ses premiers concerts en France à la fin de l'année. 
À la fin de l'année 2023, Fat Dog signe avec le label Domino Records puis sort quelques semaines plus tard son deuxième single All the Same, en janvier 2024,. En avril, le  premier album WOOF. est annoncé, avec une date de sortie fixée au 6 septembre 2024, qui est précédé d'une tournée de festivals durant l'été.

## Style musical
La musique du groupe est décrite comme un mélange de dance, punk et klezmer. Dans une interview en 2023, Chris Hughes décrit la musique de Fat Dog de « rabbins sous ecstasy ». Joe Love complète dans cette même interview en admettant s'inspirer d'énormément de sources différentes, en puisant également dans les jeux vidéo, notamment de la bande originale de Serious Sam 2.

## Membres

### Membres actuels
- Joe Love : voix et guitare (depuis 2020)
- Johnny « Doghead » Hutch : batterie (depuis 2020)
- Chris Hughes : synthétiseurs (depuis 2022)
- Morgan Wallace : saxophone et clavier (depuis 2022)
- Jacqui Wheeler : basse (depuis 2024)

### Anciens membres
- Ben Harris : basse (2020-2024)
- Jazz Grant : voix et claviers (2020-2022)
- Will Cox : synthétiseurs (2020-2022)